# Субвенція
Субве́нція (від лат. subvenio «приходжу на допомогу») — це формуляр грошової допомоги місцевим бюджетам із державного бюджету, яка призначена для конкретно визначеної цілі/цілей.
Субвенція є дотацією місцевим бюджетам з державного бюджету. Субвенцію слід відрізняти від субсидії, яка призначена як дотації бюджетам, так і різним організаціям за рахунок бюджету або за рахунок спеціальних фондів, які формуються на основі внесків громадян і окремих компаній.
Субвенції можуть виділятися на проведення державних закупівель Prozorro.
Відповідно до чинного законодавства України субвенції — це міжбюджетні трансферти для використання на певну мету в порядку, визначеному органом, який ухвалив рішення про надання субвенції.